# Szárazalmás
Szárazalmás település Romániában, Hunyad megyében.

## Fekvése
Dévától délnyugatra, Déva, Árki, Popesd és Kozolya közt fekvő település.

## Története
Szárazalmás nevét 1418-ban említette először oklevél Almas néven, mint Déva vára tartozékát.
1491-ben Azzwalmas, 1491-ben Almas, 1808-ban Almás (Száraz-), 1913-ban Szárazalmás néven írták.
1491-ben a Barcsaiak egészbirtoka volt.
A 20. század elején Hunyad vármegye Dévai járásához tartozott.
1910-ben 443 lakosából 404 román, 36 cigány volt, melyből 440 görögkeleti ortodox volt.
1974-ben Almașu Sec Kersec község faluja volt.